# Dick Smith
Dick Smith est un maquilleur américain de cinéma, né le 26 juin 1922 à Larchmont, État de New York (États-Unis) et mort le 31 juillet 2014.
Il est spécialement connu pour son travail sur le film L'Exorciste.
Lors de la cérémonie des Oscars 2012, il a reçu un Oscar d'honneur pour l'ensemble de sa carrière.

## Filmographie sélective
- 1968 : The Strange Case of Dr. Jekyll and Mr. Hyde de Charles Jarrott
- 1969 : Macadam Cowboy (Midnight Cowboy) de John Schlesinger
- 1970 : Little Big Man d'Arthur Penn
- 1970 : La Fiancée du vampire (House of Dark Shadows) de Dan Curtis
- 1972 : Le Parrain (The Godfather) de Francis Ford Coppola
- 1973 : L'Exorciste (The Exorcist) de William Friedkin
- 1974 : Le Parrain 2 (The Godfather : Part II) de Francis Ford Coppola
- 1976 : Taxi Driver de Martin Scorsese
- 1976 : Marathon Man de John Schlesinger
- 1977 : La Sentinelle des maudits (The Sentinel) de Michael Winner
- 1977 : L'Exorciste 2 (Exorcist II: The Heretic) de John Boorman
- 1978 : Voyage au bout de l'enfer (The Deer Hunter) de Michael Cimino
- 1978 : Fury (The Fury) de Brian De Palma
- 1980 : Au-delà du réel (Altered States) de Ken Russell
- 1981 : Scanners de David Cronenberg
- 1981 : Les Faucons de la nuit (Nighthawks) de Bruce Malmuth
- 1981 : Le Fantôme de Milburn (Ghost Story) de John Irvin
- 1983 : Les Prédateurs (The Hunger) de Tony Scott
- 1984 : Amadeus de Miloš Forman
- 1988 : Poltergeist 3 (Poltergeist III) de Gary Sherman
- 1992 : La mort vous va si bien (Death Becomes Her) de Robert Zemeckis
- 1992 : Forever Young de Steve Miner
- 1999 : La Maison de l'horreur (House on Haunted Hill) de William Malone

## Distinction
- Oscar du meilleur maquillage en 1984 pour Amadeus.
- Oscars 2012 : Oscar d'Honneur.